# 6 (số)
6 (sáu) là một số tự nhiên lớn hơn 5 và nhỏ hơn 7.
- Số sáu được viết ở dạng gần như là đảo ngược của số 9.
- Số sáu là số hoàn hảo nhỏ nhất: 1+2+3=6.[1]
- Bình phương của 6 là 36.
- Căn bậc hai của 6 là 2,44989743.
- 1/6 = 0,16666...
- 6 là một số tam giác

## Trong hóa học
- 6 là số hiệu nguyên tử của nguyên tố carbon (C).

## Trong tín ngưỡng
- Số sáu theo quan điểm của người phương Đông đều nghĩa tốt lành vì 6 - Lục đọc lái đi là lộc, nghĩa là tiền tài, giàu có.[2] Tuy nhiên, nhiều người phương Tây lại cho rằng số 6, nhất là 666, là 1 con số tượng trưng cho ma quỷ.